# 片浦村
片浦村（かたうらむら）は、神奈川県足柄下郡に存在した村。現在の小田原市南部の相模湾沿いに位置した。

## 歴史
- 1913年（大正2年）4月1日 - 石橋村、米神村、根府川村、江ノ浦村が合併して片浦村が発足。
- 1954年（昭和29年）12月1日 - 小田原市に編入。同日片浦村廃止。

## 交通

### 鉄道路線
- 日本国有鉄道（現東日本旅客鉄道）
  - 東海道本線：根府川駅